# Балаковорезинотехника
АО «Балаковорезинотехника» (сокращённо АО «БРТ») — основано в 1968 году. В настоящее время входит в состав группы компаний «Тадем» (кроме ПАО «БРТ» в состав ГК «Тадем» входят: ЗАО «ВРТ» (Волжскрезинотехника) г. Волжский, Завод имени Тарасова г. Самара, ЗАО «МЗАТЭ-2» г. Москва, ОАО «Завод МАГНЕТО», г. Самара). Численность персонала — 2058 человек (по состоянию на конец 2022 года).
Площадь — 693 тыс. кв.м. под крышей.
На данный момент должность генерального директора занимает Александр Степанович Титов.

## История предприятия
20 октября 1966 года Советом министров СССР было принято решение о строительстве в г. Балаково Саратовской области завода резиновых технических изделий для создания мощностей по производству комплектующих изделий автомобилей «Жигули» Волжского автозавода в г. Тольятти. Предусматривалось построить и создать передовой завод, на котором технологические процессы и организация труда были бы на уровне лучших достижений мировой техники и всё новое, прогрессивное, заложенное в заводе, внедрить в ближайшие годы на других предприятиях резинотехнической промышленности.
Завод был укомплектован новейшим оборудованием, закупленным у фирмы "Пирелли" . Однако ввод в действие завода значительно отстал от начала выпуска автомобилей. В связи с этим пришлось организовывать выпуск комплектующих деталей; в "пожарном" порядке. Первоначально детали изготавливались на Волжском заводе РТИ, где было временно смонтировано оборудование, предназначенное для Балаковского завода. Систематическую помощь заводу в освоении новых производств оказывал НИИ резиновой промышленности. Было оррганизовано новое производство с непрерывной вулканизацией изделий в расплаве солей, отработана стыковка вулканизованных профилей в пресс-формах, освоено изготовление резинопробковых прокладок двигателя и уплотнителей с напыленным ворсом.
6 июня 1971 года в корпусе № 3, где ещё продолжалось строительство и монтаж оборудования, была пущена первая конвейерная линия и изготовлена первая продукция — спинки и сидения из кокосовых очёсов для автомобилей «Жигули». Этот день стал днём рождения завода РТИ.
14 декабря 1972 года заводу присвоено имя 50-летия СССР.
Начало 1979 года ознаменовалось рождением на объединении второго завода — завода по производству резинотехнических изделий для автомобилей «КамАЗ».
На конец 1981 года предприятие выпускает 2000 наименований изделий по 8 млн.штук в сутки. Общая численность сотрудников составила 10 000 человек.
В 1990-м году создан кооператив «Тадем», в состав которого вошли 2 цеха.
14 апреля 1993 года решением главы администрации г. Балаково зарегистрировано акционерное общество открытого типа «Балаковорезинотехника» (ныне ОАО «Балаковорезинотехника», с июня 2016 ПАО «БРТ» или Публичное Акционерное Общество «Балаковорезинотехника»). С 5 по 12 мая прошло оформление заявок на приобретение обыкновенных акций АО «Балаковорезинотехника». 7 сентября прошло оформление соглашений на приобретение 51 % обыкновенных акций по закрытой подписке трудового коллектива. 24 августа и 20 сентября прошли первый и второй чековые аукционы, на которых фонд имущества выставил 29 % акций АО «Балаковорезинотехника». В октябре, после проведения всех распродаж акций объединение получило статус АООТ «Балаковорезинотехника». 6 ноября и 6 декабря АООТ «Балаковорезинотехника» приняло участие в первом и втором денежных аукционах.
22 июня 1994 года АО «Тадем» приобрело 15 % акций, ранее принадлежавших госпромимуществу. 9 августа АООТ «Балаковорезинотехника» получило свидетельство за № 450, подтверждающее, что приватизация закончена и акции принадлежащие государству, выкуплены. 15 августа фонд имущества Саратовской области передал для бесплатного распространения среди акционеров АООТ «БРТ» оставшиеся 5 % акций ФАРПа. 27 октября Саратовский фонд имущества уведомил руководство, что коллектив АО «БРТ» выкупил 51 % акций своего предприятия.
Численность работающих на 1 января 1995 года составила 8597 человек.
В августе 2009 года «АвтоВАЗ» включил ПАО «БалаковоРезиноТехника» в список ключевых поставщиков, которые могут рассчитывать на помощь властей.
2011 год «БРТ» и «GM-АвтоВАЗ» подписали договор на поставку топливных шлангов для «Chevrolet Niva». Освоено производство резиноармированных шарниров для ходовой части LADA Granta по заказу ОАО «АвтоВАЗ».

## Деятельность
ПАО «БалаковоРезиноТехника» поставляет автокомпоненты на конвейеры «АвтоВАЗа», «КАМАЗа», «УАЗа», «ГАЗа», «ПАЗа». На вторичном рынке продукцию «БРТ» представляет эксклюзивный дистрибьютор — ООО «Автоформ», которое выстраивает работу с дилерской сетью. На вторичном рынке, кроме продукции для автомобилей отечественного производства ПАО «Балаковорезинотехника» выпускает автокомпоненты для а/м FORD, Renault-Nissan, Hyundai
На начало 2023 года на предприятии действовало 7 основных производственных цехов:
Цех №101 - производство сырых резиновых смесей и заготовок для вулканизации. Начальник цеха - Арсентьев Дмитрий Александрович.
Цех №110 - производство уплотнителей для автомобилей, поливных шлангов, шлангов гидротормоза и топливных рукавов. Начальник цеха - Гасанов Рамиз Абдулла оглы.
Цех №113 - производство формовых резинотехнических изделий. Начальник цеха - Разъякашин Эдуард Иванович.
Цех №114 - производство вентиляторных и поликлиновых ремней. Начальник цеха - Малыхин Эдуард Геннадьевич.
Цех №203 - производство патрубков охлаждения, шлангов наливной горловины автомобиля, а также формовых РТИ. Начальник цеха - Мамедов Тофик Билман оглы.
Цех №216 - производство сальников и прочих формовых РТИ. Начальник цеха - Волокитин Сергей Юрьевич.
Цех №217 - производство шумоизоляции для автомобилей, деталей интерьера, резиновой крошки и клеёв. Начальник цеха - Усинов Мурат Жумагильдиевич.